# The King of the White Elephant
Pour plus de détails, voir Fiche technique et Distribution.
The King of the White Elephant (พระเจ้าช้างเผือก) est un film historique thaïlandais réalisé par l'homme d'État Pridi Banomyong,, et par Sunh Wasudhara.
Sorti en 1940, c'est le plus ancien long métrage thaïlandais encore existant.

## Synopsis
En 1540, le roi Chakra d'Ayuthaya assure paix et bonheur à son peuple.
C'est un roi moderne : il refuse d'avoir, comme l'empereur de Chine, 366 épouses et concubines; il refuse de mener des guerres de conquête contre ses voisins...
Mais le roi birman d'Honsa menace d'envahir son royaume. Après avoir tenté de négocier la paix, le roi Chakra rassemble son armée et ses éléphants pour résister à l'envahisseur...

## Commentaire

Pridi Banomyong en 1940 sur le plateau de tournage de The King of White Elephant (1)

Ce film, produit par l'écrivain et ministre des finances de l'époque, Pridi Banomyong, est initialement tourné en 35 mm noir et blanc avec une bande son en langue anglaise. Il véhicule un message de paix à l'intention de la communauté internationale alors que les troupes japonaises menacent d'envahir la Thaïlande.
Les acteurs choisis pour ce film sont délibérément des acteurs non professionnels.
En dehors du Siam, le film ne sort qu'à Singapour et à New-York.
The King of the White Elephant est restauré en 2007 depuis une copie 16 mm noir et blanc.

Pridi Banomyong, en haut à droite, lors de la réalisation de The King of the White Elephant en 1940 (3)

## Fiche technique
- Titre français : Le Roi à l'éléphant blanc
- Titres alternatifs : The King of the White Elephant / พระเจ้าช้างเผือก (Prajao Changpeuk)
- Réalisateurs : Pridi Banomyong (Thaï : ปรีดี พนมยงค์ RTGS . Phonmayong) et Sunh Wasudhara (สัณห์ วสุธาร)
- Scénario : Pridi Banomyong
- Musique : Phra Jenduriyang
- Photo : Prasart Sukhum (ประสาท สุขุม)
- Montage : Bamrung Nawpanich (บำรุง แนวพานิช)
- Langue : anglaise
- Pays d'origine : Thaïlande
- Format : Noir et blanc - 16 mm
- Genre : historique, antimilitariste
- Durée : 100 minutes
- Date de sortie : 1940 (restauré en 2007)[9]

## Distribution
- Renu Kritayakon (เรณู กฤตยากร) : Roi Chakra (พระเจ้าจักรา)
- Pradab Rabilvongse (ประดับ รบิลวงศ์) : Roi de Hon(g)sa (Birmanie) (พระเจ้าหงสา)
- Suvat Nilsen (สุวัฒน์ นิลเสน) : Lord Chamberlain (สมุทราชมณเฑียรแห่งอโยธยา)
- Luang Srisurang (หลวงศรีสุรางค์) : Ministre de la guerre d'Ayuthaya (สมุหกลาโหมแห่งอโยธยา)
- Pairin Nilsen (ไพริน นิลเสน) : Renoo (เรณู (ธิดาสมุหราชมณเฑียร))
- Nit Mahakanok (นิตย์ มหากนก) : Gouverneur de Kanburi (เจ้าเมืองกาญจนบุรี)
- ไววิทย์ ว.พิทักษ์ : พระเจ้าบุเรงนองแห่งหงสาวดี
- หลวงสมัครนันทพล : อัครมหาเสนาบดีแห่งหงสาวดี
- ประสาน ศิริพิเดช : สมุหราชมณเฑียรหงสา
- มาลัย รักประจิตต์ : องครักษ์ของอัครมหาเสนาบดีแห่งหงสาวดี